# Địa Hoàng (Tam hoàng Ngũ đế)

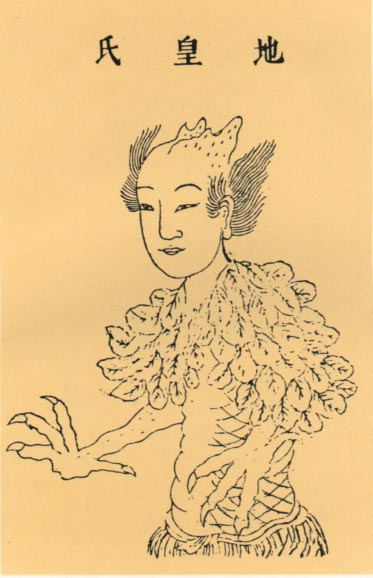
Địa Hoàng Thị.

Địa Hoàng Thị (chữ Hán: 地皇氏) là vị vua thứ hai trong truyền thuyết của Trung Quốc sau thời đại Bàn Cổ. Theo Nghệ Văn Loại Tụ (藝文類聚), ông là người thứ hai trong Tam Hoàng.
Có thuyết cho rằng Địa Hoàng chính là Thần Nông.
神农为农皇也。……神农以地纪，悉地力种谷疏，故托农皇于地

Thần Nông cũng là nông hoàng. …Thần Nông thuộc tính đất, đất trồng các chủng cốc, là phụ thuộc vào nông hoàng vậy.— "Thượng thư", Đại truyện, Quyển 4

## Thân thế
Theo Sử ký (史記), Địa Hoàng có mười một đầu, là vua lửa (Hỏa Đức vương; 火德王), sống đến 18000 tuổi.
Sau khi ông ra đời, đất trời chìm ngập trong hỗn loạn. Năm đó, Mặt trời và Mặt trăng do hai mắt của Bàn Cổ, những ngôi sao từ tóc của ông không còn di chuyển chính xác, làm cho nhiều ngày không có ban ngày, hay nhiều ngày liên tục mặt trời soi rọi, hoặc họa sao rơi.
Với sức mạnh của mình, Địa Hoàng lập lại trật tự cho tất cả. Ông bắt các ngôi sao, Mặt trăng, Mặt trời di chuyển đúng trở lại, quy định số ngày cho một tháng, số tháng cho một năm. Địa Hoàng ra lệnh cho tất cả các vì sao phải bay lên trên khoảng không cao xa, vĩnh viễn không bao giờ được hạ xuống thấp. Các vì sao kêu với Địa Hoàng rằng chúng không thể chịu được sự lạnh lẽo ở trên cao, Địa Hoàng cho phép chúng ban ngày thì ngủ còn ban đêm xuất hiện để thăm các bè bạn cũ dưới mặt đất.
Ông tạo ra Hùng Nhĩ Sơn (熊耳山) và Long Môn Sơn (龍門山).